# Reginald Edgar Allen
Reginald Edgar Allen (* 13. März 1931 in Philadelphia, Pennsylvania; † 12. April 2007 in Hammond, Indiana) war ein US-amerikanischer Gräzist und Philosophiehistoriker.
Allen erwarb 1953 einen B.A. am Haverford College in Haverford, Pennsylvania, und anschließend 1957 einen B.Phil. an der University of St. Andrews, Schottland. 1958 wurde er an der Yale University zum Ph.D. promoviert.
Allen begann seine berufliche Laufbahn an der University of Minnesota und wechselte in den 1960er Jahren als Professor für Philosophie an die Indiana University in Bloomington, dann an die Purdue University. 1969 wurde er ebenfalls als Professor für Philosophie an die University of Toronto berufen, an der er von 1973 an auch special lecturer in Jura war. 1978 wechselte er schließlich an die Northwestern University in Illinois, wo er bis zu seiner Pensionierung im Jahr 2003 Professor für Philosophie und Classics war. 1981 erhielt Allen eine Guggenheim Fellowship.
Schwerpunkt von Allens Forschungen im Bereich der antiken Philosophie waren Platons Werke. Seine Übersetzungen insbesondere des Symposion und der Politeia fanden weithin Anerkennung. Eine weitere Arbeit befasste sich mit der Verfassungsgeschichte des Attalidenreiches.

## Schriften (Auswahl)
Monographien und Herausgeberschaften
- Greek Philosophy: Thales to Aristotle. Free Press, New York 1965; 2. Auflage, 1984.
- (Hrsg.): Studies in Plato’s Metaphysics. Routledge and Kegan Paul, London and New York 1965, Nachdruck 2013
- Plato’s Euthyphro and the Earlier Theory of Forms. Routledge and Kegan Paul, London and New York 1970, Nachdruck 2013.
- Socrates and Legal Obligation. University of Minnesota Press, Minneapolis 1980.
- The Attalid Kingdom. A Constitutional History. Clarendon Press, Oxford 1983, ISBN 0-198-14845-3.

Übersetzungen
- Plato's Parmenides. Translation and analysis. 1983. 2., überarbeitete Auflage, Yale University Press, New Haven 1997, ISBN 0-300-06616-3
- Plato: Early and Early Middle Dialogues. 1985.
- Plato, The Symposium. Transl. with comment, 1991.
- Plato, The Republic. Translated and with an introduction. Yale University Press, New Haven 2006.